# Стопкі
Стопкі (пол. Stopki, нім. Stolzenfeld) — село в Польщі, у гміні Семпополь Бартошицького повіту Вармінсько-Мазурського воєводства.
Населення — 315 осіб (2011).

## Демографія
Демографічна структура станом на 31 березня 2011 року:
|          | Загалом | Допрацездатний вік | Працездатний вік | Постпрацездатний вік |
| -------- | ------- | ------------------ | ---------------- | -------------------- |
| Чоловіки | 155     | 38                 | 101              | 16                   |
| Жінки    | 160     | 42                 | 83               | 35                   |
| Разом    | 315     | 80                 | 184              | 51                   |